# Істоміно (Ростовська область)
Істоміно — хутір в Аксайському районі Ростовської області у складі Істомінського сільського поселення.
Населення- 1648 осіб (2010 рік).

## Географія
Хутір Істоміно лежить над лівою притокою Койсюга - Мокрим Батаєм та її лівою притокою Злодійкою за 25 км на південь від міста Аксай.
Центр Істоминського сільського поселення селище Дорожний розташоване за 6 км.

### Вулиці
- пров. Дачний,
- вул. Істоміна,
- вул. Миру,
- вул. Мічуріна,
- вул. Московська,
- вул. Новобудов,
- вул. Октябрська,
- вул. Первомайська,
- вул. Побєди,
- вул. Південна.

## Господарство
Чорноземи складають майже 65 % площ. Понад 60% валової продукції сільського господарства виробляється у рослинництва». Зернові культури (переважно озима пшениця) займають близько половини посівних площ. Провідна технічна культура - соняшник. На промисловій основі створено садівництво й овочівництво. Тваринництво спеціалізується на птахівництві.
На хуторі Істоміно розташоване відділення сільськогосподарського підприємства – ТОВ «Аксайська земля», що займається вирощуванням зернових та олійних культур.

## Транспорт
Поряд з хутором проходить дорога М4 «Дон».

## Історія
Хутор уперше згадується за 1918 рік під назвою хутір Висєлки.
Після захоплення хутора загоном Красної армії, під командуванням Івана Семеновича Істоміна, хутір перейменували на Істоміно.
З 1938 року діє Істомінська ЗОШ – на 85 місць, з 1946 року – дитячий садок № 27 «Золота рибка» - на 35 місць, є фельдшерсько-акушерський пункт та відділення соціального обслуговування громадян похилого віку та інвалідів. У 1963 році було побудовано сільський будинок культури, зараз у якому розташована бібліотека.
У 1992 році була створена Істомінська сільська адміністрація У 2005 році — Істомінське сільське поселення, першим Головою Істомінського сільського поселення був Олександр Дмитрович Шпортенко.